# Ragazza dal collaretto bianco
Ragazza dal collaretto bianco è un dipinto di Federico Zandomeneghi, eseguito con la tecnica dell'olio su tela.
L'opera non è datata, ma dovrebbe essere stata ultimata intorno al 1890. In basso a destra appare la firma del pittore.
Il quadro è conservato dal 1922 nella Galleria d'arte moderna Ricci Oddi di Piacenza. In precedenza si trovava a Parigi, dove aveva fatto parte dapprima della Collezione Durand-Ruel, poi della Collezione Sommaruga.